# Darlingtonija
Darlingtonija (lat. Darlingtonia), monotipski rod sjeveroameričkog bilja iz porodice saracenijevki. Jedina je vrsta kalifornijska darlingtonija koja raste po Kaliforniji i Oregonu, odakle se proširila na područje Washingtona i Britanske Kolumbije

## Opis
“Biljka kobra”, (Darlingtonia californica), kako je nazivaju u Sjedinjenim Državama, jedina je vrsta roda Darlingtonia iz porodice biljaka Saracenijevki  Novog svijeta (Sarraceniaceae). “Biljka kobra” porijeklom je iz močvara u planinskim područjima sjeverne Kalifornije i južnog Oregona i koristi svoje mesoždere zamke kako bi nadopunila svoje prehrambene potrebe u lošim uvjetima tla. Uspijeva u šumama sekvoje i crvene jele do 2000 metara (6000 stopa) iznad razine mora, gdje temperature ostaju ispod 18 °C (65 °F). 

Vrčoliki listovi biljke nalikuju kobri i imaju ljubičastocrvene dodatke koji izgledaju slično zmijinom rašljastom jeziku ili nizu očnjaka. Ti šuplji listovi bez peteljki izviru iz stabljike i visoki su 40–85 cm (16–33 inča). Kukce i druge male životinje privlače ustima vrča nektarne žlijezde ugrađene u "jezik" nalik rampi. Bijeg plijenu sprječavaju skliski zidovi i dlake usmjerene prema dolje. Na kraju plijen padne u nakupljenu tekućinu na dnu vrča. Za razliku od većine drugih biljaka mesožderki, čini se da “biljka kobra” ne proizvodi vlastite probavne enzime i umjesto toga se oslanja na bakterije koje razgrađuju svoj plijen radi apsorpcije.

## Sinonimi
- Chrysamphora californica (Torr.) Greene

## Galerija
- D. californica
- D. californica
- D. californica
- D. californica

## Vanjske poveznice
|  | Zajednički poslužitelj ima još gradiva o temi Darlingtonia californica |
|  | Wikivrste imaju podatke o taksonu Darlingtonia californica             |